# DoCoMo THANK YOU 4 THE MUSIC
『DoCoMo THANK YOU 4 THE MUSIC 』（ドコモ・サンキュー・フォー・ザ・ミュージック）は、エフエム香川をはじめとする、四国FM4局ネットワークにて5年間放送されていたラジオ番組である。NTT DoCoMo四国（2008年7月以降は地域子会社の合併によりNTTドコモ四国支社）の一社提供。

## 概要
- 四国FM4局をネットし、2009年10月2日～2010年3月26日放送分は、DJ KAORIがメインDJを務めるなど、半年で違うアーティストが交代でメインDJを務めていた。
- 毎年4月～10月は、「MONSTER SIDE」と題し、香川で毎年8月に開催される大型野外ライブMONSTER baSHの最新情報や、アーティストをゲストに迎えてのトークが中心の編成になっていた。
- 10月～3月は、「DREAM SIDE」と題し、毎年春に行われる「DoCoMo THANK YOU FOR THE MUSIC DREAM Live」の実現に向けて、ライブ出演アーティストとのトークなどで構成していた。
- iモード公式サイトとの連携を積極的に行い、収録語の動画配信・番組ダイジェストの音声配信・FM香川の井川達男の「ディレクター日記」など、携帯コンテンツも充実させていた。
- 番組終了に伴い、NTT DoCoMo四国がスポンサーから撤退し、JFN制作番組枠となったため、前進番組「吉沢悠のYOU&iLand」から続いてきた金曜21:30からのNTT DoCoMo四国一社提供枠は消滅する事になった。

## 過去のメインDJ
- ヒダカトオル(BEAT CRUSADERS) 2009年4月～9月までメインDJを担当。
- SEAMO
- FUNKY MONKEY BABYS
- ET-KING